# العك
قرية العُك هي قرية سودانية تقع قرية العُك في ولاية الجزيرة - شرق الجزيرة وحده ريفي رفاعه حيث تحدها من الجنوب رفاعه ومن الشمال ولاية الخرطوم وتعتبر من المناطق المتاخمة للنيل الأزرق حيث تقع تقع هذه القرية في منطقة تحدها خط جغرافي يتوسط بين خطوط الطول 14.835209629103556 والخط العرضي 33.28933597514928. ، وهي موطن للعديد من السكان المحليين. تتميز العك بجمالها الطبيعي وتاريخها العريق، حيث تعود بعض القصص فيها إلى العصور القديمة.

## المناخ
يتميز مناخ العك بالاعتدال والرطوبة النسبية، حيث تؤثر المياه الجارية في نهر النيل في تلطيف درجات الحرارة وجعل المناخ مناسبًا للزراعة.

## الاقتصاد
يعتمد اقتصاد العك بشكل كبير على الزراعة والتجارة ، حيث تُزرع محاصيل مثل البصل والطماطم و بعض الخضروات. كما تعد المنطقة مركزًا لتربية الماشية وصيد الأسماك.

## الثقافة
تتميز بثقافتها الغنية وتقاليدها الفريدة، حيث يتم تنظيم العديد من المهرجانات والاحتفالات السنوية التي تقوم بها الروابط الطلابية واللجان الشعبية كرابطه طلاب خريجي الجامعات والمعاهد العليا والتي كان لها دور في جذب السكان المحليين والقري المجاورة والزوار.

## التعليم
توجد في العك بعض المدارس الابتدائية والمتوسطة التي تقدم التعليم للأطفال والمراهقين في المنطقة حيث تم تأسيس أول مدرسة بالقرية عام 1961 مدرسة عثمان بن عفان القرآنية ومن ثم تم تأسيس مدرستي العُك المتوسطة بنين والعُك المتوسطة بنات بواسطة مجهودات من أبناء المهجر حيث اشرفوا علي تأسيسها حتي الافتتاح حيث اعتبرتا مدارس نموذجية من بين افضل المدارس علي مستوي الولاية بأكملها

## السكان
يبلغ التعداد السكان للقرية اكثر من 2000 نسمه حسب إحصاء الجهاز المركزي للإحصاء 2008م بنسب متقاربة بين الإناث والذكور